# Compàs de puntes

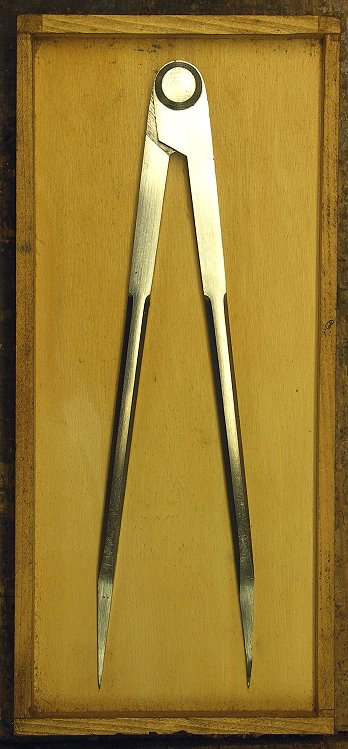
Compàs de puntes

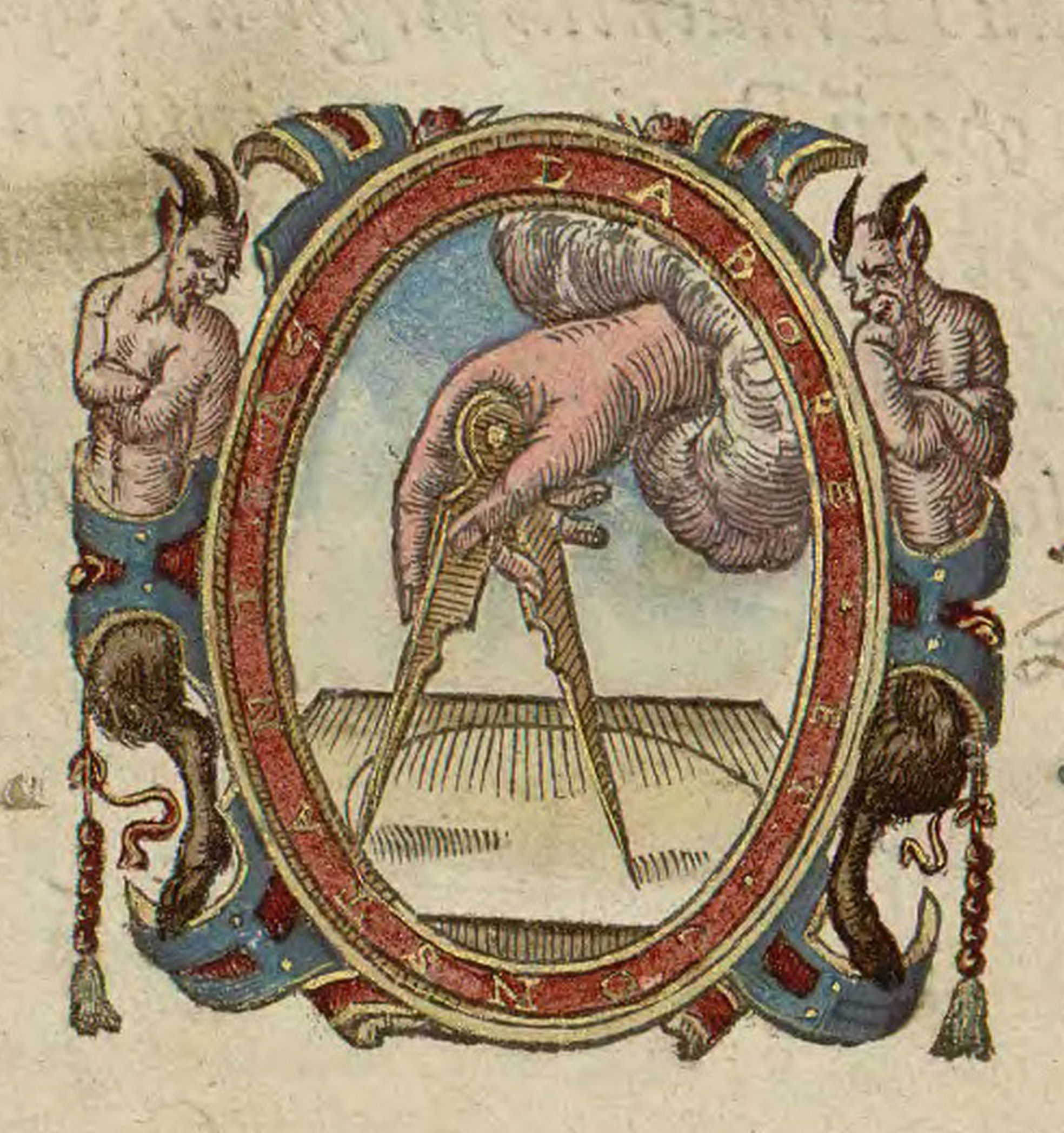
Sestes en un gravat de 1585.

El compàs de puntes és una eina similar al compàs utilitzat en dibuix però, en aquest cas, té dues puntes metàl·liques. S'utilitza per marcar circumferències, arcs de circumferència i traslladar distàncies.
De vegades té una petita roda que, en girar, permet obrir o tancar les potes del compàs. D'aquesta manera, quan es prengui una mesura, aquesta quedarà fixada en el compàs i evitarà que l'obertura es modifiqui de manera accidental.

## Sestes
En la navegació medieval per estima el compàs de puntes rebia el nom de sestes (en plural, com les tisores) i també el de compàs. Permetia mesurar distàncies sobre la carta (carta portolana) comparant la distància desitjada amb l'escala de la carta.

### Documents
Les cartes de navegar medievals implicaven l'ús d'unes sestes adequades.
- 1296. Ramon Llull, en la seva obra Arbre de ciència, esmentà les cartes de navegar i les sestes.[5]

| « | Quest. Ramon, los mariners còm mesuren les milles en la mar? – Sol. Los mariners consiren .iiij. vents generals, ço es saber, levant ponent mitjorn e tremuntana; e consiren altres .iiij. vents qui ixen dels primers, ço es saber, grec exaloc lebeg e maestre; e consiren lo centre del cercle en lo qual los vents fan angles e aprés consiren per lo vent de levant anant la nau luny .C. milles del centre, quantes milles ha tro al vent de exaloc, e doblen les milles tro a .CC. milles, e conexen quant son multiplicades les milles, que son .CC. del vent de levant tro al vent de exaloc, per moltiplicament de les milles qui son del terme centenar de levant tro al terme de exaloc; e d açò han instrument carta e compàs agulla e tremuntana. | » |

- 1373. Joan el Caçador, quan encara era infant, demanava una carta i unes sestes.[6]
- 1381. En un inventari de 1381 es constata “duo instrumenta de navegar cum una sesta siue compas..."[7]